# シーム
シーム（Seam）は、アメリカのロックバンド。
1991年、ビッチ・マグネットのフロントマンだったスーヤン・パーク、ベーシストのレキシ・ミッチェル、スーパーチャンクのマック・マコーンの3人によって結成されたが、メンバーは度々入れ替わり、最終的なオリジナル・メンバーはパークのみである。1992年にホームステッド・レコードより1stアルバム『Headsparks』をリリースし、計4枚のスタジオ・アルバムを発売した。派手で破壊的なバンドサウンドを追求したビッチ・マグネットと異なり、より内省的・叙情的な歌とサウンドを展開し、後続のエモ・バンドにも影響を与えた。2000年にソウルでラスト・ライブを行い解散した。

## メンバー

### 最終ラインナップ
- スーヤン・パーク（Sooyoung Park） - ギター、ボーカル （1991年 - 2000年）
- ウィリアム・シン（William Shin） - ベース （1994年 - 2000年）
- クリス・マンフリン（Chris Manfrin） - ドラムス （1993年 - 2000年）

### 旧メンバー
- レキシ・ミッチェル（Lexi Mitchell） - ベース （1991年 - 1994年）
- マック・マコーン（Mac McCaughan） - ドラムス （1991年 - 1992年）
- クレイグ・ホワイト（Craig White） - ギター （1992年 - 1993年）
- ボブ・ライジング（Bob Rising） - ドラムス （1992年 - 1993年）
- レッグ・シュレーダー（Reg Shrader） - ギター （1995年 - 1998年）
- ジョン・リー（John Lee） - ギター （1999年）

## ディスコグラフィ

### スタジオ・アルバム
- Headsparks （1992年）
- The Problem with Me （1993年）
- Are You Driving Me Crazy? （1995年）
- The Pace Is Glacial （1998年）

### EP、シングル
- "Days of Thunder" （1991年）
- "Granny 9X" （1992年）
- Kernel EP （1993年）
- "Hey Latasha" （1995年）
- "Sukiyaki" （1999年）